# 石井町立石井小学校
石井町立石井小学校（いしいちょうりつ いしいしょうがっこう）は、徳島県名西郡石井町石井字石井にある公立小学校。略称は「石小」（いししょう）。尼寺地区に分校があるが、2010年度現在休校中である。

## 歴史
- 1950年（昭和25年）3月29日 - 昭和天皇が行幸（昭和天皇の戦後巡幸）[2]。校庭に名西郡奉迎場が設けられた[3]。

## 校歌
- 作詞: 金沢治
- 作曲: 近藤良三

## 通学区域が隣接している学校
- 石井町立高川原小学校
- 石井町立浦庄小学校
- 神山町立広野小学校
- 徳島市入田小学校
- 徳島市国府小学校
- 徳島市南井上小学校